# 4972 Pachelbel
4972 Pachelbel eller 1989 UE7 är en asteroid i huvudbältet som upptäcktes den 23 oktober 1989 av den tyske astronomen Freimut Börngen vid Tautenburg-observatoriet. Den har fått sitt namn efter den tyske tonsättaren Johann Pachelbel.
Asteroiden har en diameter på ungefär 11 kilometer och den tillhör asteroidgruppen Themis.